# Гай (Малопольське воєводство)
Гай (пол. Gaj) — село в Польщі, у гміні Могиляни Краківського повіту Малопольського воєводства.
Населення — 1779 осіб (2011).
У 1975-1998 роках село належало до Краківського воєводства.

## Демографія
Демографічна структура станом на 31 березня 2011 року:
|          | Загалом | Допрацездатний вік | Працездатний вік | Постпрацездатний вік |
| -------- | ------- | ------------------ | ---------------- | -------------------- |
| Чоловіки | 874     | 221                | 582              | 71                   |
| Жінки    | 905     | 215                | 532              | 158                  |
| Разом    | 1779    | 436                | 1114             | 229                  |